# Notre-Dame-du-Touchet
Notre-Dame-du-Touchet  là một xã thuộc tỉnh Manche trong vùng Normandie tây bắc nước Pháp. Xã này nằm ở khu vực có độ cao trung bình 149 mét trên mực nước biển.